# Eşme Ahmediye, Kartepe
Eşmeahmediye là một xã thuộc huyện Kartepe, tỉnh Kocaeli, Thổ Nhĩ Kỳ. Dân số thời điểm năm 2010 là 258 người.